# Campionato di calcio della Repubblica Socialista Sovietica d'Estonia 1958
Il Campionato di calcio della Repubblica Socialista Sovietica d'Estonia 1958 era la massima divisione del campionato estone ed era un campionato regionale sovietico. La vittoria finale andò al Kalev Ülemiste che vinse il secondo titolo (per altro consecutivo) della sua storia. Il Kalev Ülemiste vinse anche la coppa estone, realizzando un double.

## Formula
Era formato da dieci squadre: ogni formazione si incontrava le altre in gironi di andata e ritorno, per un totale di 18 incontri. Erano previsti due punti per la vittoria e uno per il pareggio.

## Classifica finale
|                       | Pos. | Squadra             | Pt | G  | V  | N | P  | GF | GS | DR  |
| --------------------- | ---- | ------------------- | -- | -- | -- | - | -- | -- | -- | --- |
| RSS Estone (bandiera) | 1.   | Kalev Ülemiste      | 30 | 18 | 14 | 2 | 2  | 66 | 14 | +52 |
|                       | 2.   | BLTSK               | 28 | 18 | 12 | 4 | 2  | 66 | 20 | +46 |
|                       | 3.   | Kalev Narva         | 26 | 18 | 13 | 0 | 5  | 42 | 19 | +23 |
|                       | 4.   | Punane Koit Tallinn | 23 | 18 | 9  | 5 | 4  | 29 | 21 | +8  |
|                       | 5.   | Spartak Viljandi    | 18 | 18 | 7  | 4 | 7  | 35 | 43 | -6  |
|                       | 6.   | Kalev Pärnu         | 17 | 18 | 8  | 1 | 9  | 34 | 41 | -7  |
|                       | 7.   | Kalev Rakvere       | 17 | 18 | 7  | 3 | 8  | 28 | 39 | -11 |
|                       | 8.   | Dünamo Tartu        | 11 | 18 | 5  | 1 | 12 | 17 | 44 | -27 |
|                       | 9.   | Dünamo Tallinn B    | 6  | 18 | 2  | 2 | 14 | 15 | 41 | -26 |
|                       | 10.  | Kalev Kivioli       | 4  | 18 | 1  | 2 | 15 | 16 | 66 | -50 |